# Açoteia
Açoteia é um terraço no topo de um edifício, substituindo o telhado. Existe sobretudo nas casas algarvias e pode ter várias utilizações, desde o aproveitamento de águas à seca de frutos ou utilização como espaço de lazer. Na cidade de Olhão existem muitas açoteias.
Foram os Árabes que introduziram este elemento arquitectónico.